# 库亨
库亨是德国巴登-符腾堡州的一个市镇。总面积8.95平方公里，总人口5420人，其中男性2715人，女性2705人（2011年12月31日），人口密度606人/平方公里。